# Túpolev 73
El Túpolev 73 (samolot 73) fue un bombardero medio soviético de tres motores a reacción de finales de los años 40 del siglo XX. Perdió contra el Ilyushin Il-28.

## Desarrollo
La OKB Túpolev continuó desarrollando la línea del Tu-2 con la llegada de los propulsores de turbina de gas. El Tu-8 (modelo 69) fue rediseñado con dos motores turborreactores Rolls-Royce Nene I reemplazando a los motores de pistón, en nuevas góndolas. El nuevo diseño recibió la designación de la OKB 72 y la oficial Tu-18 2 x Nene I, pero fue abandonado porque el más prometedor diseño 73 absorbió los recursos necesarios.
Siguiendo la disposición general de los Tu-2, Tu-8 y 72, el bombardero de corto alcance 73 inicial (designación oficial: Tu-20 2 x Nene I) poseía ala semialta, un gran empenaje y timón rectos con aleta dorsal integrada, tren de aterrizaje triciclo y motores en largas góndolas subalares a alrededor de 1/3 de la envergadura, que también albergaban las patas principales del tren de aterrizaje cuando se retraía. Antes de que se finalizara el diseño, se descubrió que los motores Nene I producían menos potencia que la prevista: 19,57 kN (4400 lbf), y no la esperada de 22,26 kN (5004 lbf), por lo que se necesitaba la adición de un motor de aceleración Rolls-Royce Derwent V en el fuselaje trasero, escapando los gases por la base del empenaje.
El trimotor 73 (designación oficial: Tu-14 2 × Nene I + 1 × Derwent V) fue aceptado para continuar su desarrollo y voló por primera vez el 29 de diciembre de 1947, continuando las pruebas de vuelo hasta el 31 de mayo de 1949, con resultados prometedores que resultaron en un encargo por diez prototipos de preproducción 73S, propulsados por RD-45 y RD-500 (motores Nene y Derwent de producción soviética). Ningún aparato de preproducción fue completado, pero las piezas fabricadas en la GAZ-23 fueron absorbidas por la línea de producción del Túpolev Tu-14 en la GAZ-39.
El posterior desarrollo de la línea 73 resultó en el 73R/78 (designación oficial: Tu-16 2 × Nene I + 1 × Derwent V) de fotorreconocimiento. El 78 era externamente idéntico al 73, con la excepción de un obturador cónico retráctil instalado sobre la toma de aire del Derwent del fuselaje trasero, en el borde delantero del carenado dorsal. El 78 voló por primera vez el 7 de mayo de 1948 y realizó pruebas de vuelo del equipo fotográfico, que resultaron poco satisfactorias. No obstante de las mejoras en el mismo, el 14 de mayo de 1949, el Consejo de Ministros canceló cualquier desarrollo posterior o la producción de los 73, 78 y 79.
Se diseñaron otros dos proyectos más de fotorreconocimiento, similares a los 73 y 78. El primer 79 (designación oficial: Tu-30 2 × Nene I + 1 × Derwent V) no se desarrolló. El segundo 79 (designación oficial: Tu-20 2 × VK-1 + 1 x RD-500) tenía que haber utilizado un fuselaje incompleto de 73S, pero el desarrollo fue cancelado, como se indica más arriba.
La VVS (Voyenno-Vozdushnyye Sily, Fuerza Aérea Soviética) rechazó los bombarderos trimotor ya que era reacia a desplegar aviones con dos tipos de motor. También estaba más a favor del Ilyushin Il-28 para las misiones de bombardeo medio. La AV-MF (Aviatsiya Voyenno-Morskogo Flota, Aviación Naval), sin embargo, necesitaba un torpedero que fue desarrollado desde la última variante del 73 (el 81 (designación oficial: Tu-14 2 × VK-1)) como 81T (designación oficial: Tu-14T 2 × VK-1). Los aviones de producción fueron entregados a la AV-MF como Túpolev Tu-14T.

## Variantes
Datos de: OKB Tupolev: A History of the Design Bureau and its Aircraft
72
Proyecto inicial de un bombardero táctico propulsado por dos turborreactores Rolls-Royce Nene I, derivado del Túpolev 69 (Tu-8), no construida. Designación oficial: Tu-18 2 x Nene I.
73
Proyecto inicial de bombardero de corto alcance, propulsado por dos turborreactores Rolls-Royce Nene I, no construido. Designación oficial: Tu-20 2 x Nene I.
73
Proyecto de bombardero experimental, propulsado por turborreactores Rolls-Royce Nene I y un Rolls-Royce Derwent V, uno construido. Designación oficial: Tu-14 2 x Nene I + 1 x Derwent V.
73S
Diez prototipos de preproducción encargados, pero solo completados parcialmente antes de la cancelación.
73R
Designación original de la OKB para el diseño 78 de fotorreconocimiento.
78
Versión de reconocimiento, propulsada por motores Rolls-Royce, uno construido. Designación oficial: Tu-16 2 x Nene I + 1 x Derwent V.
79
Proyecto inicial de un avión de fotorreconocimiento basado en el 73. Designación oficial: Tu-30 2 x Nene I + 1 x Derwent V.
79
Modelo 78 propulsado por motores Rolls-Royce de construcción soviética Klimov VK-1. Designado originalmente como 73R. Designación oficial: Tu-20 2 x VK-1 + 1 x RD-500.
81
Bombardero medio bimotor desarrollado desde el 73. Designación oficial: Tu-14 2 x VK-1.
81T
Torpedero bimotor desarrollado desde el 73 para la AV-MF. Designación oficial: Tu-14T 2 x VK-1.

## Operadores
Unión Soviética
- Aviación Naval Soviética

## Especificaciones (73/Tu-14 2 × Nene I + 1 × Derwent V)

### Características generales
- Tripulación: Cuatro
- Longitud: 20,3 m (66,7 ft)
- Envergadura: 21,7 m (71,2 ft)
- Altura: 5,9 m (19,5 ft)
- Superficie alar: 67,4 m² (725,3 ft²)
- Peso cargado: 21 100 kg (46 504,4 lb)
- Planta motriz: 2× turborreactor de flujo centrífugo Rolls-Royce Nene I.
  - Empuje normal: 20 kN (2039 kgf; 4496 lbf) de empuje cada uno.
- Motor acelerador: 1x turborreactor de flujo centrífugo Rolls-Royce Derwent V de 16 kN (3500 lbf) de empuje

### Rendimiento
- Velocidad máxima operativa (Vno): 872 km/h (542 MPH; 471 kt) a 5000 m (16 000 pies)
- Alcance en combate: 2810 km con carga normal de bombas
- Techo de vuelo: 11 500 m (37 730 ft)

### Armamento
- Cañones: 

  - 6x Nudelman-Suranov NS-23 de 23 mm en barbetas por control remoto ventral y dorsal, dos frontales fijos en el fuselaje delantero inferior
- Bombas: 1000-1500 kg en bodega interna en el fuselaje

## Aeronaves relacionadas

### Desarrollos relacionados
- Túpolev Tu-14

### Secuencias de designación
- Secuencia Numérica (interna de Túpolev): 69 - 70 - 72 - 73 - 74 - 78 - 79 - 81/81T - 86 - 90 - 93 →